# Henryk Kossowski der Jüngere
Henryk Kossowski der Jüngere (* 1855 in Krakau, Kronland Galizien, Kaisertum Österreich; † 1921 in Paris) war ein polnischer Bildhauer.

## Leben
Henryk Kossowski studierte von 1873 bis 1876 an der Akademie der Bildenden Künste Krakau, zuerst bei seinem Vater Henryk Kossowski dem Älteren, später bei Marceli Guyski. Seine Arbeiten wurden 1875 und 1876 in Krakau mit Preisen prämiert. 
1880 siedelte er nach Paris über und ließ sich im Atelier des französischen Bildhauers Mathurin Moreau fachlich anleiten. Während seines Aufenthalts in der französischen Hauptstadt nahm er an Ausstellungen polnischer Künstler teil, 1900 gewann er die Bronzemedaille auf der Pariser Kunstausstellung. Zudem stellte er in Wien, Warschau und Lemberg aus, von 1882 bis 1921 bei der Gesellschaft für Bildende Kunst in Krakau. Er starb 1921 in Paris.

## Werke (Auswahl)
Kossowski fertigte Skulpturen aus Bronze, patiniertem Gips und Terrakotta, Genreskulpturen und Porträts. Seine Objekte zeichneten sich häufig durch mythologischen oder allegorischen Bezug aus. 
- Chlopiec z rakiem (deutsch Junge mit Krabbe)
- Rybak (Fischer), 1907
- Powrot z lasu (Rückkehr aus dem Wald)
- Les fruits (Die Früchte)
- La pensée (Der Gedanke)
- Princesse au bouquet (Prinzessin mit einem Blumenstrauß)
- La faneuse (Die Heuwenderin)
- Vierge aux canards (Mädchen mit Enten)
- Victoire (Sieg)
- Femme de chambre nourrissant les poulets (Magd beim Füttern der Hühner)
- Faune et muse (Faun und Muse)
- Siedzący Satyr (Sitzender Satyr)
- Jeune bergère au mouton (Junge Hirtin mit Schafen)
- Porteuse d’eau (Wasserträgerin)
- L’amour (Amor), 1900
- Armurier (Waffenschmied), 1900
- Femme du moyen-âge (Frau aus dem Mittelalter)